# Fenerbahçe Spor Kulübü 2013-2014 (pallavolo maschile)
Questa voce raccoglie le informazioni riguardanti il Fenerbahçe Spor Kulübü nelle competizioni ufficiali della stagione 2013-2014.

## Organigramma societario
Area direttiva
- Presidente: Aziz Yıldırım

Area tecnica
- Allenatore: Daniel Castellani
- Allenatore in seconda: Fabio Soli

## Rosa
| N° | Nome             | Ruolo | Data di nascita   | Nazionalità sportiva |
| -- | ---------------- | ----- | ----------------- | -------------------- |
| 1  | Turgay Doğan     | S     | 14 febbraio 1984  | Turchia              |
| 2  | Cem Köy          | P     | 24 gennaio 1994   | Turchia              |
| 4  | Ceyhun Tendar    | P     | 14 aprile 1987    | Turchia              |
| 5  | İbrahim Başaran  | C     | 13 luglio 1985    | Turchia              |
| 6  | Kemal Kayhan     | C     | 2 gennaio 1983    | Turchia              |
| 7  | Leonel Marshall  | S     | 25 settembre 1979 | Cuba                 |
| 8  | Burak Hazırol    | L     | 10 marzo 1991     | Turchia              |
| 9  | Ediz Fırıncıoğlu | S     | 20 settembre 1993 | Turchia              |
| 10 | Arslan Ekşi      | P     | 17 luglio 1985    | Turchia              |
| 11 | Uğur Güneş       | C     | 11 agosto 1993    | Turchia              |
| 12 | Luiz Fonteles    | S     | 19 giugno 1984    | Brasile              |
| 13 | Emin Gök         | C     | 15 febbraio 1988  | Turchia              |
| 14 | Ivan Miljković   | O     | 13 settembre 1979 | Serbia               |
| 15 | Metin Toy        | O     | 3 maggio 1994     | Turchia              |
| 16 | Thiago Alves     | S     | 26 luglio 1986    | Brasile              |
| 18 | Ramazan Kılıç    | L     | 31 maggio 1984    | Turchia              |

## Statistiche

### Statistiche di squadra
| Competizione     | Punti | In casa | In casa | In casa | In trasferta | In trasferta | In trasferta | Totale | Totale | Totale |
| Competizione     | Punti | G       | V       | P       | G            | V            | P            | G      | V      | P      |
| ---------------- | ----- | ------- | ------- | ------- | ------------ | ------------ | ------------ | ------ | ------ | ------ |
| Voleybol 1. Ligi | 60,5  | 15      | 13      | 2       | 15           | 12           | 3            | 30     | 25     | 5      |
| Coppa di Turchia | -     | 1       | 1       | 0       | 1            | 0            | 1            | 5      | 3      | 2      |
| Challenge Cup    | -     | 7       | 7       | 0       | 7            | 4            | 3            | 14     | 11     | 3      |
| Totale           | -     | 23      | 21      | 2       | 23           | 16           | 7            | 49     | 39     | 10     |

G = partite giocate; V = partite vinte; P = partite perse

### Statistiche dei giocatori
| Giocatore      | Voleybol 1. Ligi | Voleybol 1. Ligi | Voleybol 1. Ligi | Voleybol 1. Ligi | Voleybol 1. Ligi | Coppa di Turchia | Coppa di Turchia | Coppa di Turchia | Coppa di Turchia | Coppa di Turchia | Challenge Cup | Challenge Cup | Challenge Cup | Challenge Cup | Challenge Cup | Totale | Totale | Totale | Totale | Totale |
| Giocatore      | P                | PT               | AV               | MV               | BV               | P                | PT               | AV               | MV               | BV               | P             | PT            | AV            | MV            | BV            | P      | PT     | AV     | MV     | BV     |
| -------------- | ---------------- | ---------------- | ---------------- | ---------------- | ---------------- | ---------------- | ---------------- | ---------------- | ---------------- | ---------------- | ------------- | ------------- | ------------- | ------------- | ------------- | ------ | ------ | ------ | ------ | ------ |
| T. Alves       | 4                | 28               | 19               | 7                | 2                | -                | -                | -                | -                | -                | 3             | 1             | 1             | 0             | 0             | 7      | 29     | 20     | 7      | 2      |
| İ. Başaran     | 22               | 85               | 51               | 27               | 7                | 2                | 2                | 1                | 0                | 1                | 7             | 32            | 21            | 7             | 4             | 31     | 119    | 73     | 34     | 12     |
| T. Doğan       | 18               | 91               | 72               | 13               | 6                | 4                | 2                | 2                | 0                | 0                | 6             | 10            | 5             | 5             | 0             | 28     | 103    | 79     | 18     | 6      |
| A. Ekşi        | 29               | 87               | 40               | 29               | 18               | 5                | 27               | 11               | 9                | 7                | 6             | 39            | 17            | 10            | 12            | 40     | 153    | 68     | 48     | 37     |
| E. Fırıncıoğlu | 5                | 14               | 12               | 1                | 1                | -                | -                | -                | -                | -                | 0             | 0             | 0             | 0             | 0             | 5      | 14     | 12     | 1      | 1      |
| L. Fonteles    | 19               | 273              | 211              | 20               | 42               | 5                | 82               | 61               | 7                | 14               | 7             | 101           | 78            | 12            | 11            | 31     | 456    | 350    | 39     | 67     |
| E. Gök         | 24               | 120              | 71               | 29               | 20               | 5                | 36               | 23               | 10               | 3                | 6             | 26            | 17            | 4             | 5             | 35     | 182    | 111    | 43     | 28     |
| U. Güneş       | 13               | 50               | 31               | 15               | 4                | 4                | 9                | 5                | 1                | 3                | 5             | 8             | 5             | 3             | 0             | 22     | 67     | 41     | 19     | 7      |
| B. Hazırol     | 12               | 0                | 0                | 0                | 0                | 2                | 0                | 0                | 0                | 0                | 1             | 0             | 0             | 0             | 0             | 15     | 0      | 0      | 0      | 0      |
| K. Kayhan      | 24               | 129              | 74               | 42               | 13               | 3                | 10               | 8                | 2                | 0                | 2             | 16            | 11            | 4             | 1             | 29     | 155    | 93     | 48     | 14     |
| R. Kılıç       | 27               | 1                | 1                | 0                | 0                | 5                | 0                | 0                | 0                | 0                | 6             | 0             | 0             | 0             | 0             | 38     | 1      | 1      | 0      | 0      |
| C. Köy         | 1                | 1                | 0                | 0                | 1                | 0                | 0                | 0                | 0                | 0                | -             | -             | -             | -             | -             | 1      | 1      | 0      | 0      | 1      |
| L. Marshall    | 26               | 360              | 295              | 38               | 27               | 5                | 97               | 73               | 16               | 8                | 6             | 72            | 54            | 15            | 3             | 37     | 529    | 422    | 69     | 38     |
| I. Miljković   | 28               | 499              | 452              | 16               | 31               | 5                | 91               | 80               | 5                | 6                | 7             | 157           | 140           | 8             | 9             | 40     | 747    | 672    | 29     | 46     |
| C. Tendar      | 8                | 8                | 1                | 5                | 2                | 2                | 0                | 0                | 0                | 0                | 3             | 6             | 2             | 3             | 1             | 13     | 14     | 3      | 8      | 3      |
| M. Toy         | 19               | 60               | 49               | 4                | 7                | 2                | 4                | 3                | 1                | 0                | 4             | 6             | 5             | 0             | 1             | 25     | 70     | 57     | 5      | 8      |

P = presenze; PT = punti totali; AV = attacchi vincenti; MV = muri vincenti; BV = battute vincenti